# Клюзер, Якоб
Я́коб Клю́зер (нем. Jakob Kluser) — швейцарский кёрлингист.
В составе мужской сборной Швейцарии участник чемпионата мира 1971 (заняли четвёртое место). Чемпион Швейцарии среди мужчин.
Играл на позиции второго.

## Достижения
- Чемпионат Швейцарии по кёрлингу среди мужчин: золото (1971).

## Команды
| Сезон   | Четвёртый     | Третий         | Второй      | Первый           | Турниры                      |
| ------- | ------------- | -------------- | ----------- | ---------------- | ---------------------------- |
| 1970—71 | Чезаре Канепа | Вернер Освальд | Якоб Клюзер | Ханс-Руди Веррен | ЧШМ 1971 · ЧМ 1971 (4 место) |

(скипы выделены полужирным шрифтом)